# غارث سميث
غارث سميث (بالإنجليزية: Garth Smith)‏ هو موسيقي بريطاني، ولد في 10 ديسمبر 1955.

## وصلات خارجية
- غارث سميث على موقع ميوزك برينز (الإنجليزية)
- غارث سميث على موقع ديسكوغز (الإنجليزية)